# 大相撲どすこい研
大相撲どすこい研（おおずもうどすこいけん）は、NHK BSで放送されている相撲番組である。

## 概要
- 「知らないことだらけの、お相撲さんの世界!」をテーマに、アノ技の意外な裏側や角界の不思議なしきたり、知って得する歴史などなど、これまでにない切り口とユニークな調査手法で深く掘り下げる、大相撲ファンである人も、そうでない人も楽しめる娯楽番組である。
- 毎回ワンテーマで「大相撲の意外な真実を解き明かす」をスローガンに掲げている。
- 大相撲場所初日の前日に放送される事が多い。
- 2023年度からは、これを英訳した「Dosukoi!Sumo Salon」として、不定期で週末のNHKワールドTV『NHK WORLD Show Case』にて放送されている。
- 2023年夏場所（5月21日・中日）の幕内の中継（総合テレビ[注 1]・BS4K）では、大相撲中継とコラボレーションした特別企画が行われた。この時は、「立ち合い」をテーマに今田がゲスト解説として出演した[3]。

## 出演者
司会
- 今田耕司

解説
- 二所ノ関親方 （元横綱・稀勢の里）[注 2]

準レギュラー
- 市川紗椰（第1回～第2回、第5回、第7回、第9回、第12回、第16回、第18回、第21回、第23回、第27回、第29回）
- 能町みね子（第3回～第4回、第6回、第8回、第10回、第13回、第15回、第17回、第19回、第22回、第24回、第26回、第28回、第29回（VTRゲスト）、第30回）

ゲスト
- 久志本眞子（第3回）
- 白川裕二郎（純烈）（第4回）
- 中村親方 （元関脇・嘉風）（第4回）
- 松重豊（第5回、第24回）
- 三宅健（第6回）
- 塙宣之 （ナイツ）（第7回、第23回）
- 刈屋富士雄（第8回）
- 吉田沙保里（第9回）
- 黒木瞳（第11回、第20回）
- 吉田賢（NHKシニアアナウンサー）（第11回、第14回、第22回、第26回、第29回）
- 山中慎介（第12回）
- 松本薫 （第13回、第21回）
- アイリ （第14回、第19回）
- 神田伯山 （第15回、第20回、第28回）
- 内川聖一 （第16回）
- 登坂絵莉 （第17回）
- 太田雅英 （第18回）
- 浜口京子（第26回）
- 日下尚（第30回）

ナレーション
- 阿部敦

過去の出演者
- 藤井康生（当時NHKエグゼクティブ・アナウンサー）（第1回～第2回、第10回）

## VTRゲスト
- 白鵬（現・宮城野親方）（第1回～第2回、第21回）
- 浅香山親方（元大関・魁皇）（第1回、第9回、第20回）
- 藤島親方（元大関・武双山）（第1回、第2回）
- 安治川親方（元関脇・安美錦）（第1回、第3回～第4回、第8回、第11回、第13回、第16回、第19回、第26回、第27回） - 自称「準レギュラー」
- 伊藤勝治（元立行司・34代木村庄之助）（第2回、第22回）
- 舞の海秀平（元小結）（第2回）
- 翔猿（第3回、第15回、第23回）
- 千田川親方（元小結・闘牙）（第3回）
- 押尾川親方（元関脇・豪風）（第3回）
- 不知火親方（元小結・若荒雄）（第3回）
- 隆の勝（第4回）
- 朝日山親方（元関脇・琴錦）（第4回、第27回）
- 石浦（第7回、第8回）
- 炎鵬（第7回）
- 照強（第7回、第8回）
- 明生（第8回）
- 豊昇龍（第8回、第13回）
- 宇良（第8回、第11回）
- 志摩ノ海（第8回）
- 天空海（第8回）
- 大山親方（元前頭・大飛）（第9回、第12回、第17回）
- 千代翔馬（第9回）
- 德勝龍（第9回、第10回）
- 武隈親方（元大関・豪栄道）（第10回、第13回、第20回）
- 大栄翔（第10回、第12回、第18回）
- 玉鷲（第10回、第23回、第27回）
- 御嶽海（第11回）
- 能町みね子・山根千佳・西田淳裕（第11回、第20回、第29回）
- 九重親方（元大関・千代大海）（第12回、第15回～16回）
- 錣山親方（元関脇・寺尾）（第12回）
- 阿炎（第12回、第27回）
- 佐田の海（第13回、第19回）
- 北の富士勝昭（第13回）
- 富川力道（第13回）
- 秀ノ山親方（元大関・琴奨菊）（第14回、第17回、第24回）
- 花田虎上（第14回）
- 熱海富士（第15回、第16回）
- 王鵬（第15回）
- 金峰山（第15回）
- 琴ノ若→琴櫻（第15回、第18回、第24回）
- 高安 （第15回、第26回）
- 栃武蔵（第15回）
- 若隆景（第14回、第15回）
- 若隆元（第15回）
- 若元春（第14回～第15回、第18回、第24回）
- 翠富士 (第17回、第18回)
- 粂川親方（元小結・琴稲妻）（第17回）
- 豊ノ島大樹（第17回）
- 清見潟親方（元関脇・栃煌山）（第17回、第19回）
- 平戸海（第18回）
- 鶴竜親方（第18回）
- 春日野親方（元関脇・栃乃和歌）（第19回）
- 境川親方（元小結・両国）（第19回）
- 朝乃山（第19回）
- 高砂親方（元関脇・朝赤龍）（第19回）
- 玉ノ井親方（元大関・栃東）（第20回、第26回）
- 鳴戸親方（元大関・琴欧洲）（第20回）
- 甲山親方（元前頭・大碇）（第21回、第26回）
- 41代式守伊之助（第22回）
- 木村容堂（第22回）
- 木村庄太郎（第22回）
- 木村晃之助（第22回）
- 木村寿之介（第22回）
- 木村秋治郎（第22回）
- 式守錦太夫（第22回）
- 木村銀治郎（第22回）
- 木村隆男（第22回）
- 木村幸三郎（第22回）
- 木村一馬（第22回）
- 式守辰之助（第22回）
- 木村成将（第22回）
- 木村龍之助（第22回）
- 木村俊太（第22回）
- 式守昂明（第22回）
- 錣山親方（元小結・豊真将）（第23回）
- 大の里（第23回）
- 島津海（第23回）
- 大奄美（第23回）
- 尾車親方（元大関・琴風）（第24回）
- 武蔵川親方（元横綱・武蔵丸）（第24回）
- 照ノ富士（第26回）
- 栃東知頼（第27回）
- 遠藤（第27回）
- 陸奥親方（元大関・霧島）（第27回）
- 湊川親方（元大関・貴景勝）（第28回）
- 豪ノ山（第28回）
- 大鳴戸親方（元大関・出島）（第28回）
- 三重ノ海剛司（第29回）
- 阿武咲奎也（第29回）

## 放送リスト
1. 「第1回・上手投げ」（2020年7月18日）
2. 「第2回・立ち合い」（2020年9月6日、2023年5月13日）
3. 「第3回・はたき込み」（2020年11月7日）
4. 「陰の主役!?関脇はツラいよ」（2021年1月9日）
5. 「絶滅危惧種うっちゃりの意外な事実」（2021年3月13日）
6. 「優勝決定戦!勝利の方程式」（2021年5月5日）
7. 「小よく大を制す!小兵の秘密」（2021年7月3日）
8. 「初日に潜む魔物の正体は?」（2021年9月11日）
9. 「第9回・とったり篇 不思議の技“とったり”の謎を解き明かせ!」（2021年11月13日）
10. 「徹底調査!初優勝のウラに○○あり!?」（2022年1月8日）
11. 「技能賞は知らないことだらけ」（2022年3月11日）[4]
12. 「突っ張り一直線!知られざる極意!!」（2022年5月7日）
13. 「外掛けの刃 キレッキレの足技」（2022年7月3日）
14. 「まわしは相撲のエッセンス」（2022年9月10日）
15. 「第15回 しこ名編 力士の魂 しこ名は体を表す」（2022年11月15日）
16. 「第16回・巡業編 巡業 大相撲の未来を巡る!」（2023年1月7日）
17. 「第17回 ただいま急増中!技術の結晶 肩透かし」（2023年3月11日）
18. 「立ち合いを究める者 大相撲を制す」（2023年5月13日）
19. 「相撲部屋は力士たちのDNA!?」（2023年7月8日）
20. 「第20回 大関なくして大相撲なし!」（2023年9月9日）
21. 「謎の技・上手ひねりをひねってみた」（2023年11月11日）
22. 「表に!裏に!行司の目が光る」（2024年1月13日）
23. 「人生一度の新入幕!その先に…」（2024年3月9日）
24. 「寄り切りの奥義 王者の技」（2024年5月11日）
25. 「十四日目 運命が動く日」（2024年7月13日）
26. 「土俵はマルくてカタい“道”」（2024年9月7日）
27. 「こぶしが決め手!出し投げの美味」（2024年11月9日）
28. 「突き押し道 極めた先」（2025年1月11日）
29. 「星の数ほどライバルあり」（2025年3月8日）
30. 「危ういだけじゃない!きめ出しの深い世界」（2025年5月10日）

## スタッフ
（第8回放送終了まで）
- 総合演出：上野関一朗
- アドバイザー / 知恵袋：金井真紀
- ディレクター：富岡義徳
- プロデューサー：刀根実香子
- 製作会社：テレビマンユニオン